# Plurk
Plurk é um serviço gratuito microblogging e de rede social que permite que os usuários enviem mensagens (também conhecido como plurks) por meio de missivas curtas em seu navegador web ou ligações, que pode ser de até 140 caracteres.
As mensagens são exibidas na página inicial do usuário que mostra uma linha de tempo que inclui todas as atualizações recebidas em ordem cronológica, e entregues a outros usuários que tenham assinado para recebê-las. Os usuários podem respondê-las, dessa forma, um assunto recebe contribuições de vários usuários, enriquecendo, assim, a mensagem original.

## História
Plurk foi desenvolvido por e concebido como um meio de comunicação destinada a formar um equilíbrio entre os blogs, redes sociais, e-mail e  mensagens instantâneas. Depois de meses de desenvolvimento, Plurk foi lançado em maio de 2008.
A etimologia do nome foi explicado pelos desenvolvedores, tais como:
- abreviatura em inglês de ‘people' (pessoa) e 'lurk'(espreitar)
- palavra-valise em inglês de 'play'(desempenhar) e 'work'(trabalho)
- acrônimo em inglês de peace(paz), love(amor), unity(unidade), respect(respeito) e karma(carma)
- neologismo  semelhante à forma como o Google passou a ser utilizado como um verbo

## Características e tecnologia
A interface Plurk mostra as atualizações de forma horizontal por meio de uma linha do tempo de rolagem escrita em JavaScript e atualizado por meio de AJAX. Os usuários podem postar novas mensagens com o opcional 'qualificação', que são palavras usadas para representar um pensamento (por exemplo, "sentir", "acredita", "ama", etc.) Há também recursos avançados, como o envio de atualizações apenas para um subconjunto amigos, postar atualizações sobre os eventos no começo do dia, e compartilhar imagens, vídeos e outras mídias.
Plurk também suporta conversas em grupo entre amigos e permite o uso de emoticons, juntamente com o texto usual de micro-blogging.
Os desenvolvedores Plurk.com liberaram o acesso público a API em 04 de dezembro de 2009.
Em função das mensagens enviadas entre usuários ser quase em tempo real, muitos usuários usam Plurk como uma alternativa para bate-papo.